# Saison 2 d'Iron Man: Armored Adventures
Pour un article plus général, voir Iron Man (série télévisée d'animation).
Chronologie
Saison 1
La seconde saison de la série télévisée Iron Man: Armored Adventures comporte 26 épisodes et est diffusée du 13 juillet 2011 au 25 juillet 2012.

## Synopsis

### Épisode 1:Invincible, première partie
- États-Unis : 13 juillet 2011 sur Nicktoons
- France : 17 décembre 2011 sur France 4

### Épisode 2:Invincible, deuxième partie
- États-Unis : 20 juillet 2011 sur Nicktoons
- France : 17 décembre 2011 sur France 4

### Épisode 3:Lumière Noire
- États-Unis : 27 juillet 2011 sur Nicktoons
- France : 17 décembre 2011 sur France 4

### Épisode 4:Hantise
- États-Unis : 3 août 2011 sur Nicktoons

### Épisode 5:La guerre des Armures
- États-Unis : 10 août 2011 sur Nicktoons

### Épisode 6:Quand la Panthère Noire s'en mêle
- États-Unis : 17 août 2011 sur Nicktoons

### Épisode 7:Titanium Man
- États-Unis : 25 août 2011 sur Nicktoons

### Épisode 8:Fatalis attaque!
- États-Unis : 17 octobre 2011 sur Nicktoons

### Épisode 9:Quatuor de haut vol
- États-Unis : 24 octobre 2011 sur Nicktoons

### Épisode 10:Projet Monger
- États-Unis : 31 octobre 2011 sur Nicktoons

### Épisode 11:Fugitifs
- États-Unis : 7 novembre 2011 sur Nicktoons

### Épisode 12:Questions pour un génie
- États-Unis : 26 novembre 2011 sur Nicktoons

### Épisode 13:Hors de Contrôle
- États-Unis : 26 novembre 2011 sur Nicktoons

### Épisode 14:La quête des anneaux
- États-Unis : 29 février 2012 sur Nicktoons
- France :  7 avril 2012 sur France 2

### Épisode 15:Piège de titane
- États-Unis : 7 mars 2012 sur Nicktoons

### Épisode 16:Extremis
- États-Unis : 14 mars 2012 sur Nicktoons

### Épisode 17:Mutant X
- États-Unis : 21 mars 2012 sur Nicktoons

### Épisode 18:Iron Man 2099
- États-Unis : 6 juin 2012 sur Nicktoons
- France : 14 avril 2012 sur France 4

### Épisode 19:Ctrl-Alt-Suppr
- États-Unis : 28 mars 2012 sur Nicktoons
- France : 14 avril 2012 sur France 4

### Épisode 20:Le Pacte
- États-Unis : 13 juin 2012 sur Nicktoons
- France :  14 avril 2012 sur France 4

### Épisode 21:Hammer, Dernier Acte
- France : 21 avril 2012 sur France 4
- États-Unis : 20 juin 2012 sur Nicktoons

### Épisode 22:Danger Gamma
- France : 21 avril 2012 sur France 4
- États-Unis : 27 juin 2012 sur Nicktoons

### Épisode 23:Échec et masque
- France : 21 avril 2012 sur France 4
- États-Unis : 4 juillet 2012 sur Nicktoons

### Épisode 24:L'héritier des anneaux
- France : 21 avril 2012 sur France 4
- États-Unis : 11 juillet 2012 sur Nicktoons

### Épisode 25:Invasion, première partie
- France : 21 avril 2012 sur France 4
- États-Unis : 18 juillet 2012 sur Nicktoons

### Épisode 26:Invasion, deuxième partie
- France : 21 avril 2012 sur France 4
- États-Unis : 25 juillet 2012 sur Nicktoons

## Production
La série utilise majoritairement un style d'animation en images de synthèse, grâce au programme de modélisation 3D Autodesk Maya, dans un style similaire à Spider-Man : Les Nouvelles Aventures.

## Distribution
Le 2 mars 2010, la série est renouvelée pour une seconde saison également composée de vingt-six épisodes.